# Спорт у Словаччині

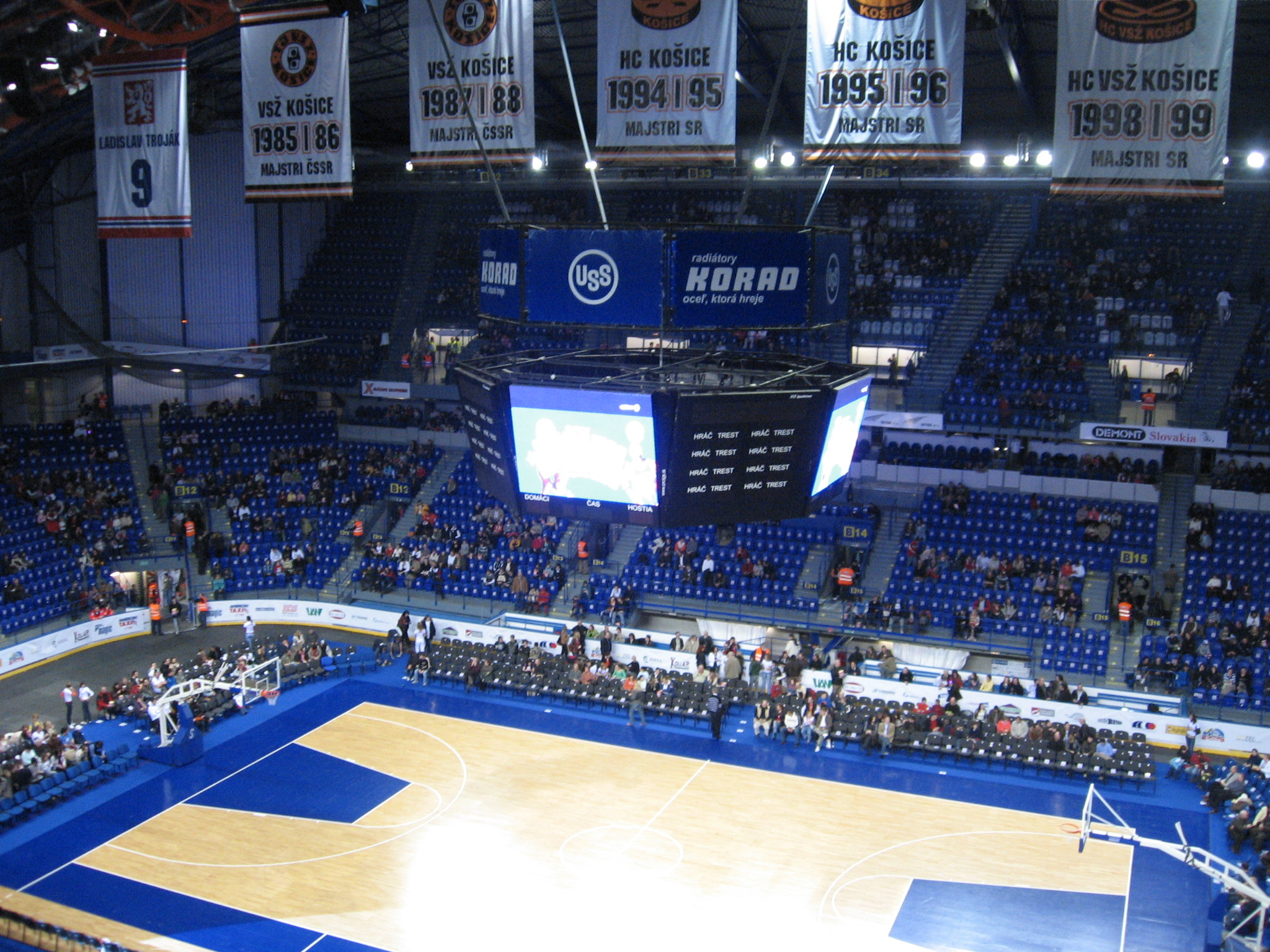
Стіл Арена в Кошицях

Спорт у Словаччині перебуває під впливом клімату та географії; популярні літні види спорту включають футбол, теніс, волейбол, плавання, велосипедний туризм і піший туризм, популярні зимові види спорту включають лижний спорт і сноуборд. Найбільш відвідувані види спорту в Словаччині є футбол, хокей із шайбою і теніс. На міжнародному рівні найуспішнішим видом спорту в Словаччині є хокей із шайбою, де на 2018 рік країна посідає десяту сходинку світового рейтингу ІІХФ.

## Історія
До оксамитової революції сектор спорту був дуже централізований, орієнтований на єдину загальнонаціональну програму спорту. У 1990 році Закон № 173/1990 був прийнятий Федеральними Зборами Чеської та Словацької Федеративної Республіки, який замінив Закон № 68/1956 про організацію фізичного виховання. Також у 1990 році Парламент Словаччини затвердив Закон про фізичну культуру № 198/1990.
У 1997 році був затверджений новий Закон Словацької національної ради № 288/1997 про фізичну культуру, який також включав статті про освітню та комерційну діяльність у спорті. Ухвалюючи Закон про державне фінансування фізичної культури № 264/1993, Національна рада Словаччини схвалила фінансування спорту через фонди лотерей у 1993 році.

## Опис
У 2011 році в країні було понад 13 000 спортивних клубів і 661 346 зареєстрованих спортсменів. Найбільш успішним спортивним клубом є  Vojenské športové centrum DUKLA Banská Bystrica  з 5 олімпійськими чемпіонами, 15 чемпіонами світу та 36 чемпіонів Європи (станом на 2019 рік).

## Командні види спорту

### Футбол
Футбол є найпопулярнішим видом спорту в Словаччині, де зареєстровано понад 400 тисяч гравців. Починаючи з 1993 року, Збірна Словаччини з футболу кваліфікувалась один раз до чемпіонату світу і один раз на чемпіонат Європи. На чемпіонаті світу у 2010 році вона дійшла до плей-офф, де програла збірній Нідерландів. Найбільш видатним результатом стала перемога 3:2 над збірною Італії. На чемпіонаті Європи 2016 року вона програли збірній Німеччини у 1/8.
У клубних змаганнях лише три команди пройшли кваліфікацію до Ліги Чемпіонів УЄФА, а саме «Кошиці» в сезоні 1997-98, Артмедія в сезоні 2005–2006 та Жиліна в сезоні 2010–11. Артмедія (Братислава)була найуспішнішою командою після того, як закінчила 3-е місце в груповому етапі і, таким чином, пройшла кваліфікацію до туру 1/16 фіналу кубку УЄФА. Вони також залишаються єдиним словацьким клубом, який виграв матч у груповому етапі.
Під час епохи Чехословаччини найпомітнішим результатом словацького клубу стала перемога Слована (Братислава) у кубку володарів кубків 1968—1969 проти Барселони.
Найбільш відомими словацькими гравцями є: Марек Гамшик, Мартін Шкртел, Юрай Куцка, Петер Дубовський і Йозеф Адамець.

### Хокей із шайбою
.

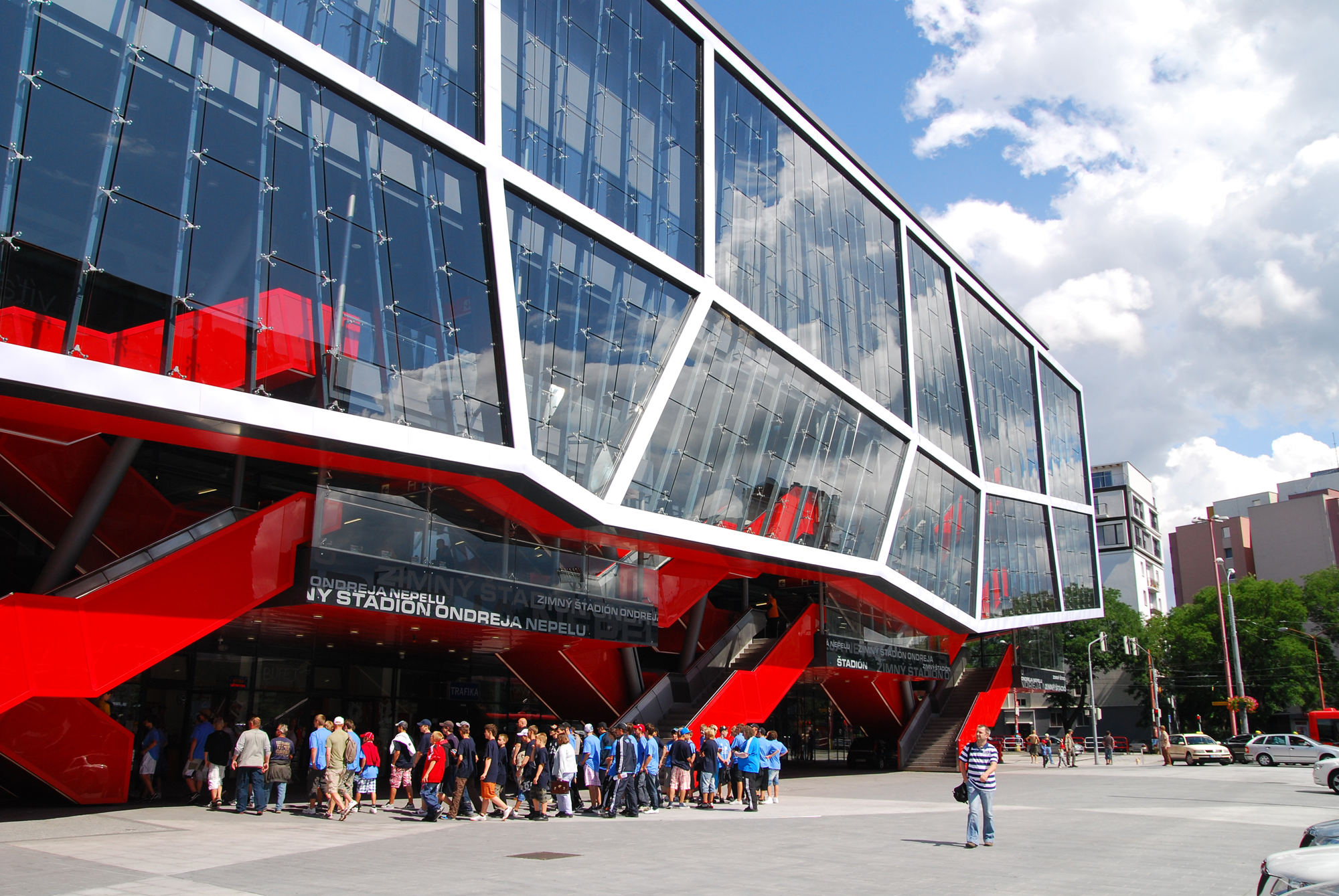
Зимовий стадіон Ондрея Непела, головний хокейний стадіон в країні, розташований у Братиславі

Після розпаду Чехословаччини, збірна Словаччини з хокею із шайбою почала змагатися в групі C (найнижчий рівень) чемпіонату світу з хокею із шайбою. Після перемоги в групі C в 1994 році і групі B 1995 році, Словаччина вийшла до групи А в 1996 році. З тих пір словацька хокейна команда завоювала одну золоту медаль у 2002 році, дві срібні медалі у Чемпіонат світу з хокею із шайбою 2000 і 2012 роках, і одну бронзову медаль у 2003 році.
Словаччина має багато гравців в НХЛ. За часів Чехословаччини найвідомішими були Стен Микита і Петер Штястний. Після оксамитової революції в НХЛ було набагато більше словацьких гравців, таких як Петер Бондра, Маріан Госса, Павол Демітра або Здено Хара. До теперішнього часу було 9 словацьких гравців, які виграли Кубок Стенлі:
- Стен Микита (1): 1961
- Їржі Біцек (1): 2003
- Мартін Цібак (1): 2004
- Томаш Копецький (2): 2008, 2010,
- Мірослав Шатан (1): 2009
- Маріан Госса (3): 2010, 2013, 2015
- Здено Хара (1): 2011
- Міхал Гандзуш (1): 2013
- Маріан Габорик (1): 2014

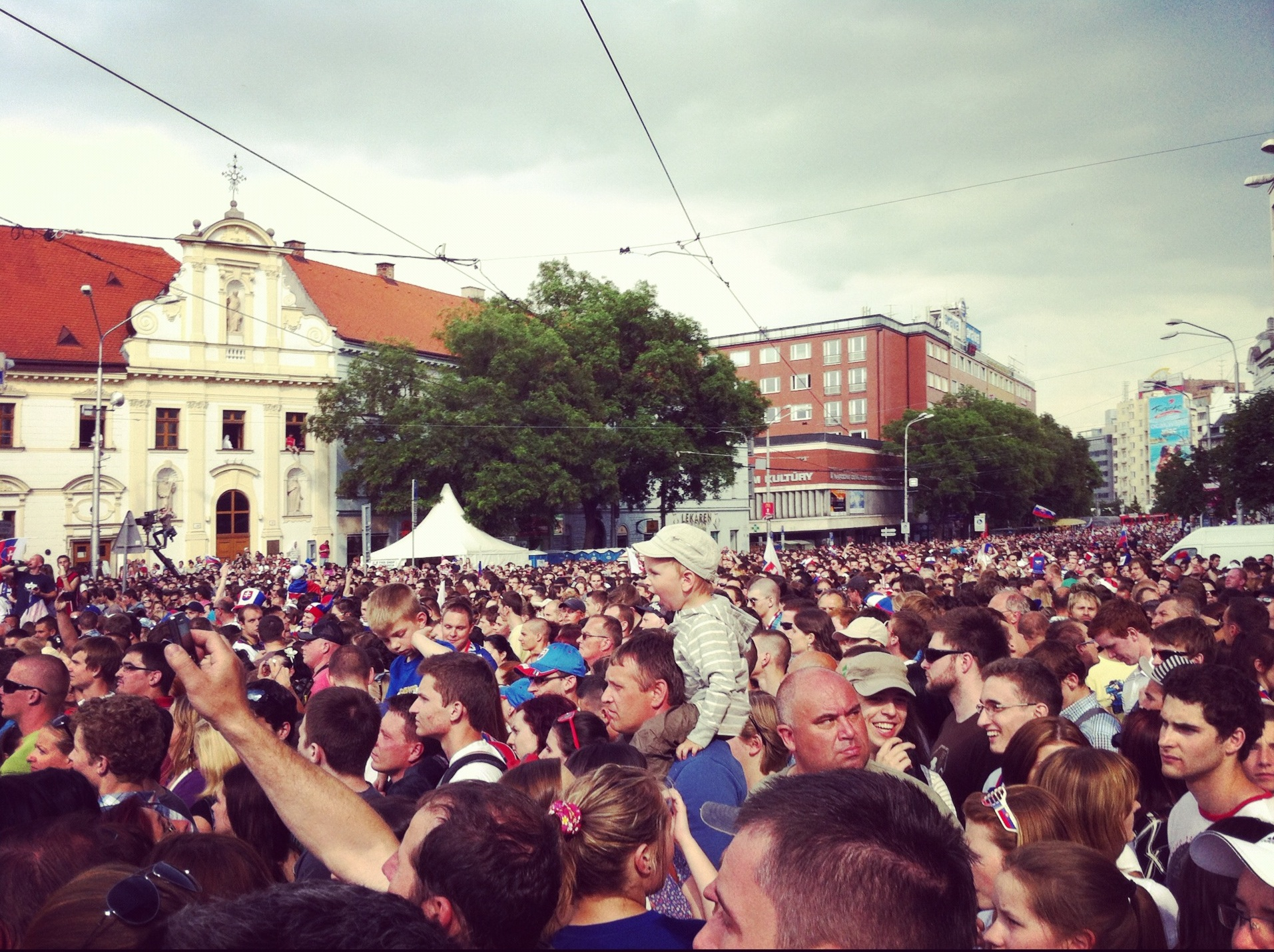
Фани вітають збірну Словаччини з хокею після повернення з чемпіонату світу 2012 року, де вони здобули срібло

На додаток до гравців у НХЛ багато словаків грають у різних лігах по всій Європі, більшість з яких — у міжнародній КХЛ. У сезоні 2012–13 налічується 50 словацьких гравців, які грають у КХЛ.
У Словаччині також є три національні ліги з хокею, причому Словацька екстраліга — це верхній рівень системи. Більшість титулів ліги (8) виграв Слован Братислава.
Словаччина також організувала Чемпіонат світу з хокею із шайбою 2011, який виграла Фінляндія (матчі проводились у Братиславі і Кошицях, які відвідали 406 804 глядачів), та Чемпіонат світу з хокею із шайбою 2019.
Хокей із шайбою є, мабуть, найпопулярнішим видом спорту в Словаччині. Після срібла на чемпіонаті світу 2012 року натовп десятків тисяч чоловік привітав гравців національної команди на площі SNP в Братиславі,, що ілюструє популярність цього виду спорту в країні.

### Баскетбол
Баскетболом в Словаччині керує Словацька баскетбольна асоціація, яка була створена в 1993 році. Але баскетбол у Словаччині починався ще у 1919 році.
Найвищий рівень як чоловічої, так і жіночої баскетбольної ліги називається екстралігою, у якій грають 11 чоловічих команд і 8 жіночих команд (станом на 2017 рік). Найбільш успішними чоловічими командами є БК Пезінок з 7 перемогами, БК Пр'євідза та БК Інтер Братислава. До найбільш успішних жіночих команд належать Good Angels Кошиці з 12 послідовних перемог і БК Ружомберок з 11 перемогами.
Збірна Словаччини з баскетболу поки що ні разу не кваліфікувалась на Олімпійські ігри, чемпіонат світу чи Європи. Жінки є більш успішними, вони брали участь один раз на Олімпіаді 2000 року, і отримали одну срібну і одну бронзову медаль у 1997 та 1993 роках на Євробаскеті.
Найбільш відомі словацькі баскетболісти включають в себе тренера Наталію Гейкову, гравців Зузану Жиркову, Антона Гавела та Радослава Ранчика.

### Інші
У Словаччині також є збірні з гандболу, волейболу, водного поло, хокею на траві, керлінгу, флорболу, футзалу, футболтенісу, софтболі, лакросі, які час від часу кваліфікувались до чемпіонатів світу та Європи. Також розвиваються регбі та хокей з м'ячем.

## Індивідуальні види спорту

### Веслувальний слалом
Веслувальний слалом є найбільш успішним олімпійським видом спорту в сучасній Словаччині з 10 золотими, 2 срібними та 4 бронзовими медалями з 1993 року. Крім того, Словаччина виграла 43 медалі (19—11—13) на чемпіонатах світу, 69 медалей (33—20—16) на чемпіонатах Європи і 28 на Кубках світу з 1993 року. Окрім перемоги на багатьох чемпіонатах світу та Європи, словацькі каноїсти зібрали медалі на кожній літній Олімпіаді з моменту їх першого виступу у 1996 році. Найбільш відомі спортсмени Міхал Мартікан, Павол Гохшорнер / Петер Гохшорнер, Ладислав Шкантар / Петер Шкантар, Елена Каліська і Яна Дукатова.
| Атлет            | Пол | Категорія               | Атланта 1996 | Сідней 2000 | Афіни 2004 | Пекін 2008 | Лондон 2012 | Ріо 2016 |
| ---------------- | --- | ----------------------- | ------------ | ----------- | ---------- | ---------- | ----------- | -------- |
| Міхал Мартікан   | чол | C-1 (каное-одиночка)    |              |             |            |            |             | –        |
| Павол Гохшорнер  | чол | C-2 (каное-двійка)      | –            |             |            |            |             | –        |
| Петер Гохшорнер  | чол | C-2                     | –            |             |            |            |             | –        |
| Елена Каліська   | жін | K-1 (байдарка-одиночка) | –            | –           |            |            | –           | –        |
| Юрай Мінчик      | чол | C-1                     | –            |             | –          | –          | –           | –        |
| Матей Бенюш      | чол | C-1                     | –            | –           | –          | –          | –           |          |
| Ладислав Шкантар | чол | C-1                     | –            | –           | –          | –          | –           |          |
| Петер Шкантар    | чол | C-2                     | –            | –           | –          | –          | –           |          |

### Велосипедний спорт
Найбільш відомими словацькими велосипедистами, що зараз змагаються, є Петер Саган і брати Мартін і Петер Веліц. Саган виграв три етапи Вуельта Іспанії 2011 року, три етапи і очкову класифікацію на Тур де Франс 2012 року. Він повторив свою перемогу в очковій класифікації на Тур де Франс 2013 року і виграв ще один етап, а згодом зберіг свою позицію в 2014, 2015 і 2016 роках. Він виграв Чемпіонат світу з дорожньої гонки в 2015, 2016, і 2017 роках. Петер Веліц був класифікований другим на Вуелті Іспанії 2010 року. Він та його команда Team HTC-Highroad виграли перший етап командної гонки з роздільним стартом, і він виграв індивідуальну гонку з роздільним стартом на етапі 17.

### Лижні види спорту
Вероніка Велес-Зузулова мала найвищий рейтинг з початку своєї кар'єри в середині 2000-х років до свого відходу зі спорту у 2018 році. Її найкращі результати були на чемпіонатах світу 2016 та 2017 років, коли вона зайняла друге місце в дисципліні слалома. Вона також двічі зайняла третє місце на Кубку світу з гірських лиж в 2008 та 2013 роках. В 2013 році вона також здобула дві перемоги на Кубку світу. Її послідовницею стала Петра Влгова, яка виграла слалом на юніорському чемпіонаті світу 2014 року, перш ніж виграти перший раз на чемпіонаті світу в грудні 2015 року в слаломі в Оре. Обидві були частиною словацької команди, яка несподівано взяла срібло на чемпіонаті світу 2017 року у Санкт-Моріці. А на Чемпіонат світу з гірськолижного спорту 2019 Петра вже здобула золото, срібло, та бронзу.
Анастасія Кузьміна мала успіх у біатлоні. На Зимових Олімпійських іграх 2010 року вона здобула золото в спринті і срібло в гонці на переслідування. Вона успішно захистила свій титул в спринті на Зимових Олімпійських іграх 2014 року і взяла третє золото на Зимових Олімпійських іграх 2018 року у мас-старті, а також дві срібні в гонці переслідування і індивідуальній гонці. На Кубку світу сезону 2017—2018 вона також взяла свої перші титули у спринті і переслідуванні. Вона також завоювала срібну медаль у мас-старті на чемпіонаті світу 2009 року і бронзу в спринті на чемпіонаті світу 2011 року. Мартіна Галінаров завоювала срібну медаль у переслідуванні на чемпіонаті світу 1999 року.

### Теніс
Чемпіон WTA фіналу 2016 року та віце-чемпіон Australia Open 2014 року Домініка Цібулкова та півфіналіст Australia Open 2008 року Даніела Гантухова — найвідоміші професійні тенісисти із Словаччини. Мартін Клижан, який досяг 24-го місця у рейтингу ATP у квітні 2015 року, найвищий рейтинг спортсмена зі Словаччини.

## Словаччина в світових рейтингах
| Спорт              | Рейтинг                              | Місце  | Місце  | Кількість країн | Кількість країн | Оновлено      | Посилання     |
| Спорт              | Рейтинг                              | Чол    | Жін    | Чол             | Жін             | Оновлено      | Посилання     |
| ------------------ | ------------------------------------ | ------ | ------ | --------------- | --------------- | ------------- | ------------- |
| Футбол             | Рейтинг ФІФА                         | 32 ▼ 3 | 46 ▼ 1 | 211             | 155             | 4 квітня 2019 | [ 13 ]        |
| Хокей із шайбою    | Світовий рейтинг ІІХФ                | 10 ▬   | 15 ▼ 1 | 50              | 38              | 2018          | [ 14 ]        |
| Теніс              | Кубок Девіса/Кубок Федерації рейтинг | 29 ▬   | 15 ▲ 1 | 132             | 104             | 4 лютого 2019 | [ 15 ] [ 16 ] |
| Гандбол            | ІГФ рейтинг                          | 14     | 17     | 50              | 50              | 2019          | [ 17 ]        |
| Баскетбол          | Рейтинг ФІБА                         | 75 ▼ 1 | 28 ▼ 1 | 165a            | 79a             | лютий 2019    | [ 18 ] [ 19 ] |
| Волейбол           | Рейтинг ФІВБ                         | 26 ▲ 1 | 57 ▬   | 122             | 112             | 23 січ 2013   | [ 20 ]        |
| Велосипедний спорт | Світовий тур UCI рейтинг             | 26 ▬   | 65 ▬   | 113a            | 86              | 2019          | [ 21 ]        |
| Біатлон            | IBU рейтинг                          | 17 ▲ 1 | 12 ▬   | 34              | 32              | 2019          | [ 22 ]        |